# Nghĩa trang Lái Thiêu
Nghĩa trang Lái Thiêu là nghĩa trang nằm ở phường Bình Hòa, thị xã Thuận An, tỉnh Bình Dương, Việt Nam. Ở đây có rất nhiều mộ của người Hoa.

## Miêu tả
Nghĩa trang Lái Thiêu có diện tích 48,7127 ha, chia làm hai khu là A và B. Trước đây khu A được gọi là Chợ Lớn - tức dành chôn người Hoa - còn khu B được gọi là Sài Gòn - tức dành chôn người Việt. Công tác quản lý do Công ty cổ phần Xây dựng Dịch vụ Công cộng Bình Dương đảm nhiệm từ năm 1988.

## Tình trạng
Khu A có tường bao vững chắc, còn khu B thì không có chốt canh gác; phía trước 300 m của khu này lại không có tường rào nên an ninh khu vực này rất phức tạp. Dây sắt ở mộ phần tại khu B thường xuyên bị lấy trộm.

## Mộ của người nổi tiếng
- Anh em họ Ngô:
  - Ngô Đình Diệm (1901-1963), quan nhà Nguyễn, thủ tướng cuối cùng của Quốc gia Việt Nam và tổng thống đầu tiên của Việt Nam Cộng hòa. Mộ ông được cải táng từ nghĩa trang Mạc Đĩnh Chi (Sài Gòn) khi nghĩa trang này được giải tỏa để chuyển thành công viên Lê Văn Tám.
  - Ngô Đình Nhu (1910-1963), nhà lưu trữ và chính trị gia Việt Nam, được nhiều tài liệu nhận định là kiến trúc sư của mọi chủ trương chính sách của nền Đệ Nhất Cộng hòa Việt Nam. Mộ ông được cải táng từ nghĩa trang Mạc Đĩnh Chi (Sài Gòn) giống như mộ của Ngô Đình Diệm.
  - Ngô Đình Cẩn (1912-1964), chính trị gia Việt Nam, cố vấn Trung phần, phụ trách miền Trung và cao nguyên Trung phần
- Trúc Phương (1933-1995), nhạc sĩ Việt Nam, tác giả của nhiều ca khúc nhạc vàng được yêu thích.